# Nemeskér
Nemeskér (em alemão: Altedlein) é um município da Hungria, situado no condado de Győr-Moson-Sopron. Tem 6,42 km² de área e sua população em 2015 foi estimada em 215 habitantes.